# 公共建築協会
一般社団法人公共建築協会（こうきょうけんちくきょうかい）は、国土交通省関係の業者・個人で構成する業界団体。建築材料、設備機材等の品質性能評価事業などを実施している。以前は国土交通省大臣官房官庁営繕部所管の社団法人であったが、公益法人制度改革に伴い一般社団法人へ移行した。

## 概要
国、自治体等の公共施設建設に際しての業務支援については、多くの実績を有するが、行政機関の黒子役に徹するため、団体名が表に出ることは少ない。業務支援の一例として、新国立劇場、九州沖縄サミットプレスセンター、京都迎賓館、福生市庁舎、太田市民会館などの基本構想・計画策定業務、設計者選定業務等がある。特に設計者選定については、『プロポーザルマニュアル』を編集・発行しており、適正な設計者選定システムの構築に向け、当協会に対する建築界の期待は大きい。

## 組織
- 所在：東京都中央区新川1-24-8
- 設立：1968年11月28日
- 会長：照井進一（元建設省大臣官房官庁営繕部長）
- 副会長：山﨑嘉藏（元建設省大臣官房庁審議官）
- 専務理事：春田浩司（元国土交通省大臣官房官庁営繕部長）

## 事業
1. 国および地方自治体の各種公共施設建設に関するコンサルティング業務
2. 公共建築賞の運営
3. 公共建築物に使用する材料等の評価事業
4. 雑誌「公共建築」の編集・発行
5. 公共建築標準仕様書・公共建築工事監理指針等書籍の編集・発行
6. 公共建築物に関する各種講演会・セミナーの企画等